# Algar-Flynn-Oyamada-reactie
De Algar-Flynn-Oyamada-reactie is een organische reactie waarbij een chalcon met waterstofperoxide een oxidatieve cyclisatie ondergaat tot een flavonol:

## Reactiemechanisme
Voor deze reactie zijn een aantal reactiemechanismes voorgesteld, alhoewel zij nog niet volledig zijn opgehelderd. Het betreft een tweestapsproces, waarbij eerst een dihydroflavonol wordt gevormd, dat daarna geoxideerd wordt tot het flavonol. Hetgeen kan uitgesloten worden zijn de mechanismen die een epoxide, gevormd door oxidatie van het alkeen door waterstofperoxide, als intermediair voorstellen. Dit werd door Gormley et al. reeds aangetoond in 1973.
Er bestaan bijgevolg 2 mogelijk reactiemechanismen:
- De nucleofiele aanval van het fenolaat op het alkeen, dat zelf op waterstofperoxide aanvalt
- De nucleofiele aanval van het fenolaat op het alkeen, met vorming van een enolaat, dat op waterstofperoxide aanvalt